# Scotussa liebermanni
Scotussa liebermanni är en insektsart som beskrevs av Mesa, A. och Zolessi 1962. Scotussa liebermanni ingår i släktet Scotussa och familjen gräshoppor. Inga underarter finns listade i Catalogue of Life.